# Alexander Andrejewitsch Swetschin

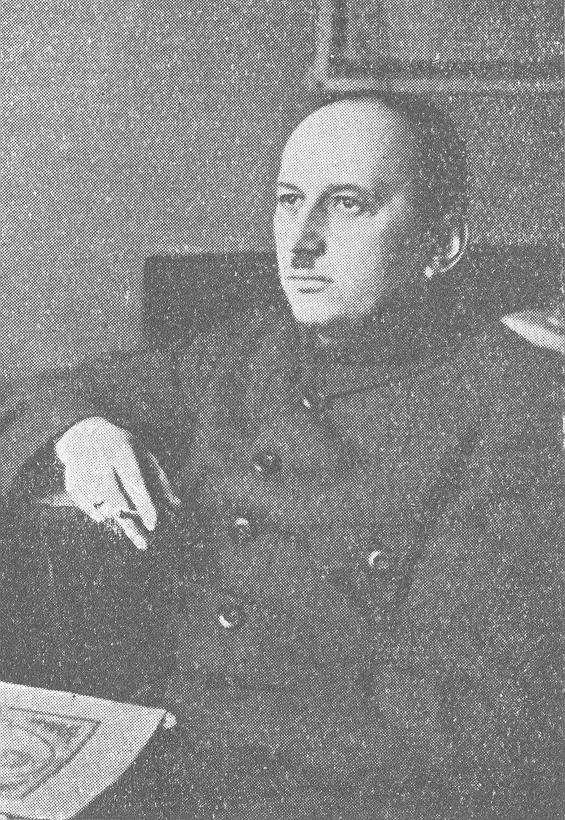
Alexander Andrejewitsch Swetschin (1923)

Alexander Andrejewitsch Swetschin (russisch Александр Андреевич Свечин; * 17. Augustjul. / 29. August 1878greg. in Jekaterinoslaw; † 29. Juli 1938 in Kommunarka bei Moskau) war ein russischer Offizier.
Swetschin diente im Russisch-Japanischen Krieg und im Ersten Weltkrieg. Nach der Oktoberrevolution wurde er kurzzeitig Generalstabschef der Roten Armee und danach Professor an der Akademie des Generalstabs.
Er wurde während des Großen Terrors als Konterrevolutionär erschossen.

## Werk
Swetschin schenkte in seinen militärtheoretischen Untersuchungen dem Gegensatz zwischen Ermattungsstrategie (russisch strategija ismora) und Niederwerfungsstrategie (russisch strategija sokrusenija) besondere Aufmerksamkeit und versuchte die gesamte Militärgeschichte unter dieser Fragestellung darzustellen. Nach seiner Auffassung bringt ein Krieg nach der Niederwerfungsstrategie die Produktivkräfte zum Stehen oder untergräbt sie sogar und wird vorwiegend mit Vorräten geführt. Ein Krieg nach der Ermattungsstrategie setzt hingegen eine gesunde und proportional entwickelte Wirtschaftsstruktur voraus, die den schweren Anspannungen der Ermattung standhalten kann. Deshalb hat die politische Führung eines Staates die Aufgabe, rechtzeitig die ökonomische Vorbereitung auf eine der beiden Strategien vorzunehmen, wobei in der Praxis ein Kompromiss zwischen beiden Möglichkeiten gesucht werden müsse. Die Niederwerfungsstrategie ist für Swetschin geeignet, bei einer beträchtlichen Überlegenheit, einer Erschütterung des feindlichen Hinterlandes durch politische Unruhen oder wenn aus anderen Gründen das gegnerische Territorium im Rahmen einer einzigen militärischen Aktion besetzt werden kann. Die Ermattungsstrategie bietet hingegen Vorteile für Länder mit stabilen politischen Verhältnissen (Einheit von Front und Hinterland) und einer großen territorialen Ausdehnung sowie für Länder mit einer kleinen Friedensarmee. Er wandte sich gegen eine Fehlinterpretation des Terminus „Ermattung“, auch die Ermattungsstrategie strebt die endgültige Vernichtung des Gegners an, jedoch durch Operationen mit begrenztem Ziel. Für die künftigen Kriege der Roten Armee war er Anhänger der Ermattungsstrategie.
Ein Exemplar seines Buches über Strategie befand sich in Stalins Bibliothek, wo das Kapitel über das Römische Reich die meisten Anstreichungen Stalins aufweist.

## Werke
- Strategy (Russischer Originaltitel Strategija), Minneapolis, Minn. (East View Publications) 1992 (Übersetzung aus der 2. Aufl. der russischen Originalfassung, Moskau 1927). ISBN 1-879944-00-6